# Katica-gyilkosfürkész
A katica-gyilkosfürkész (Dinocampus coccinellae) a gyilkosfürkészfélék családjába tartozó, kozmopolita elterjedésű, katicabogarakon élősködő fürkészdarázsfaj. 

## Megjelenése
A katica-gyilkosfürkész testhossza kb. 4 mm. Teste sötétbarna, feje és lábai világosabb barnák. Szemei fémes zöldek. Csápjai hosszúak, 21-23 ízből állnak. A nőstények potrohának végén hosszú tojócső található. Nagy többségük nőstény, amelyek képesek szűznemzéssel is szaporodni.

## Elterjedése
Az Antarktisz kivételével minden kontinensen megtalálható, bár inkább a mérsékelt-mediterrán égövön gyakori. Afrika trópusi vidékein, Ausztrália sivatagjaiban, illetve a hideg éghajlatú régiókban (bár Grönlandon megtalálták egy példányát) nem fordul elő.  

## Életmódja
A katica-gyilkosfürkész parazitoid életmódot folytat, lárvaként különféle katicabogárfélékben élősködik. Eddig 72 katicafajban találták meg. Magyarországon a hétpettyes katica érzékeny rá, a harlekinkatica némileg ellenállónak mutatkozik, míg a kétpettyes és tízpettyes katica immunisnak tűnik a gyilkosfürkész támadásával szemben. 
A nőstény fürkész többnyire nőstény katicákat (ritkábban hímeket vagy kifejlett lárvákat) támad meg. Tojócsövét beleszúrja annak testébe és egy petét helyez el benne. A pete 5-7 nap múlva kikel és először jókora rágóival elpusztítja az esetlegesen mellette található más petéket vagy lárvákat. Ezután a gazdaállat zsírszöveteiből, ivarszerveiből, éretlen petéiből táplálkozik; a létfontosságú szerveket nem bántja, hogy az életben maradjon. 18-27 nap alatt négyszer vedlik, míg teljesen kifejletté nem válik. Az őszi nemzedéknél előfordul, hogy a lárva és a katica együtt hibernálódik és telel. 
A lárva egy, az iflavírusok családjába tartozó RNS-vírust, a Dinocampus coccinellae-paralízisvírust (DcPV) hordozza, amely az ő esetében nem okoz tüneteket. A vírus megfertőzi a katicabogarat is, elsősorban az idegsejtjeiben szaporodik. Nagyjából amire a lárva befejezi fejlődését, a vírusfertőzés megbénítja a gazdaállat mozgását, az csak időnként rándul össze vagy mozdítja meg csápjait. A kifejlett lárva a végbélnyíláson keresztül távozik a gazdaállat testéből és annak lábai között egy selyemgubóban bebábozódik. Feltételezések szerint a lárva képes elnyomni a gazda immunrendszerét, de amikor távozik a testéből, az immunrendszer újraaktiválódik és elpusztítja a vírusfertőzött neuronokat, megbénítva ezzel az állatot. A védtelen fürkészbábot a megbénított katicabogár óvja, figyelmeztető színével és időnkénti mozgásával elriasztva a potenciális ragadozókat. A fürkészdarázs 6-9 nap múlva bújik elő a kokonból és néhány órán belül már szaporodásra kész. 
A katicabogarak háromnegyede nem éli túl a találkozást, de a többiek életben maradnak, sőt néha még szaporodni is képesek. 
A katica-gyilkosfürkész élete során mintegy 100 petét rak. Évente két generációja nő fel: az első májusban rajzik, a második pedig elhúzódva, nyár végén és ősszel. Szaporodását gátolja, hogy a katicafajok egy részében csak lassan vagy egyáltalán nem tud fejlődni és egyes fajok (mint pl. a kétpettyes katica) a vírusfertőzésre is immunisak. Egy kanadai vizsgálatban megfigyelték hogy a Coleomegilla maculata-példányok 55%-ába tudtak petét elhelyezni, de azok csak az esetek 6%-ban jutottak el a bebábozódásig. A harlekinkaticákban az esetek 0-14,7%-ában voltak képesek teljesen kifejlődni.

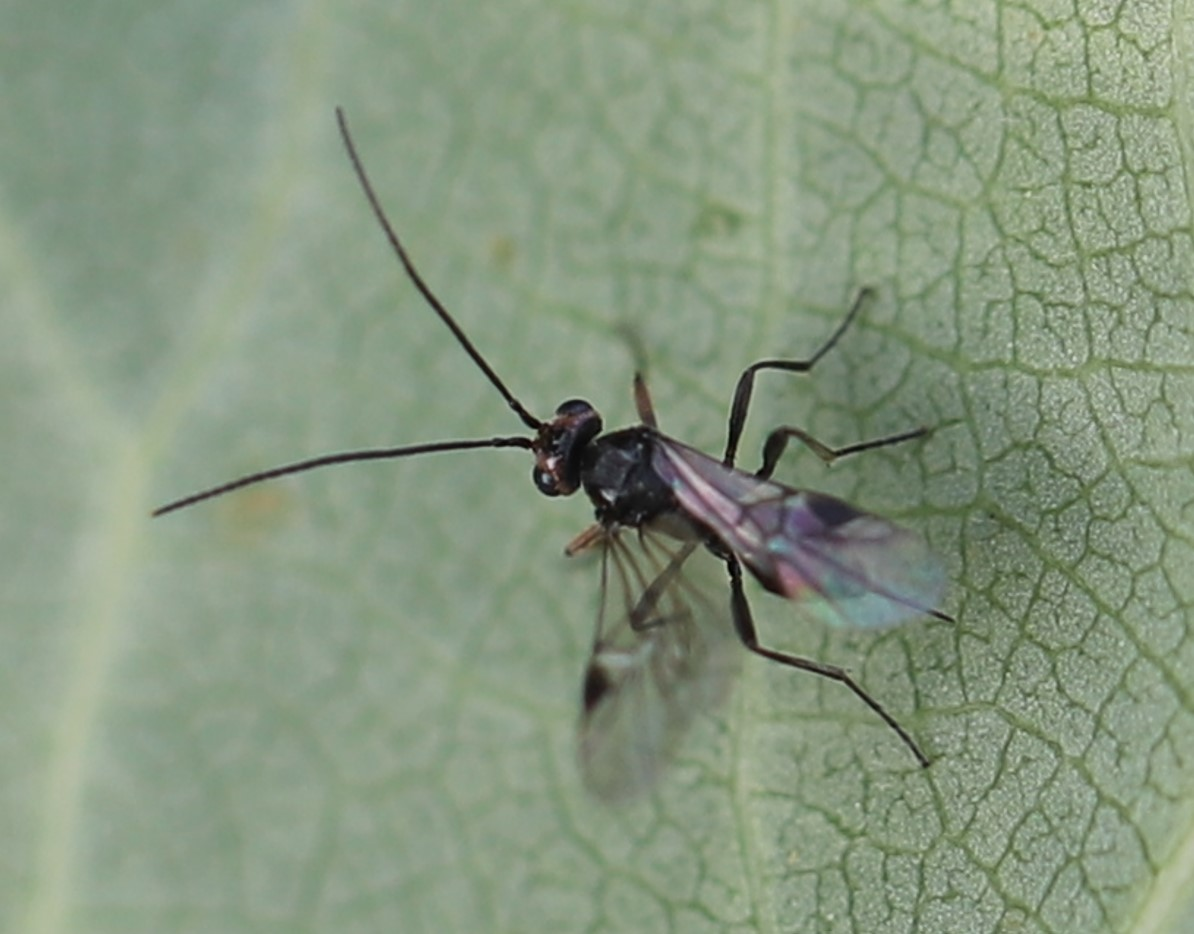
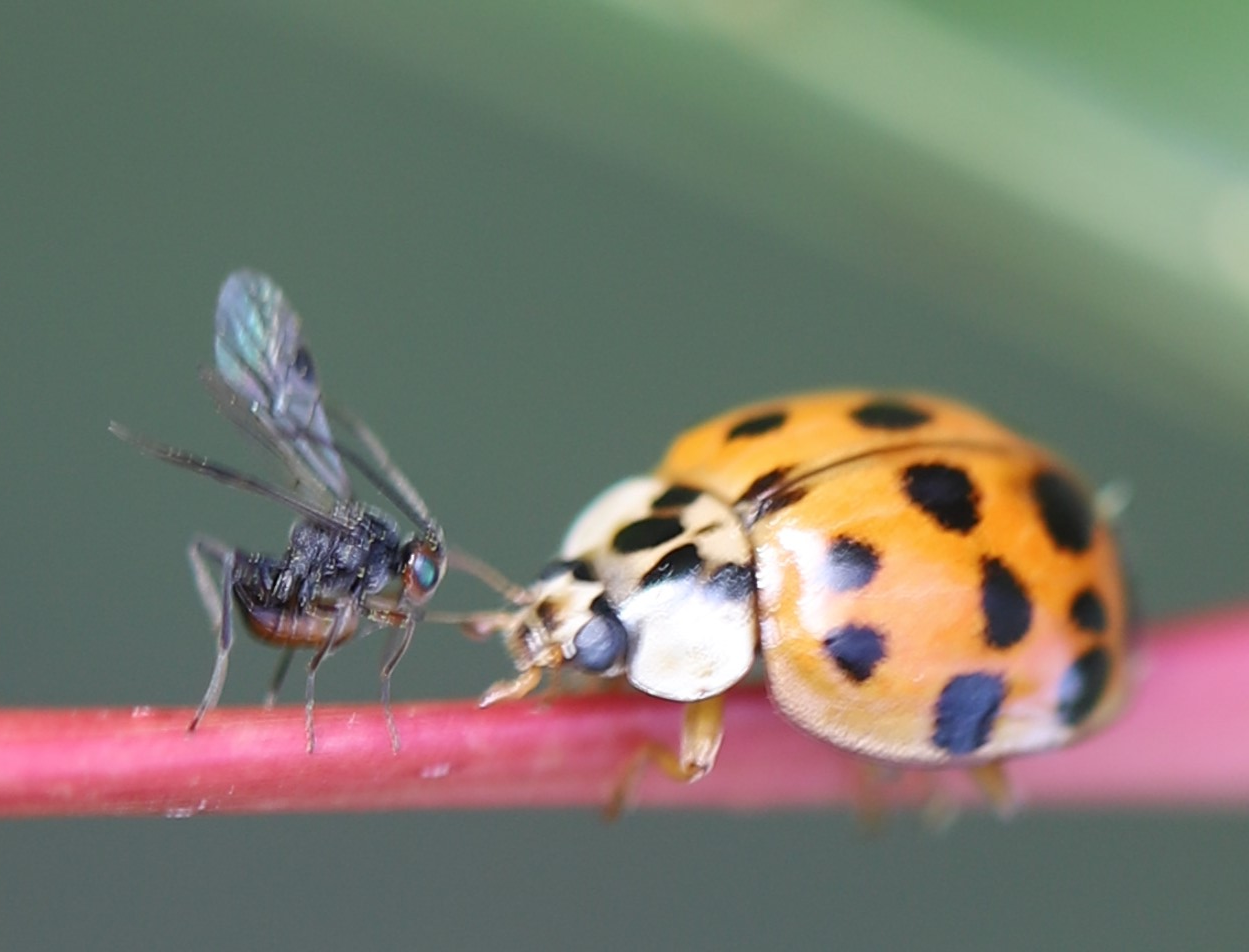
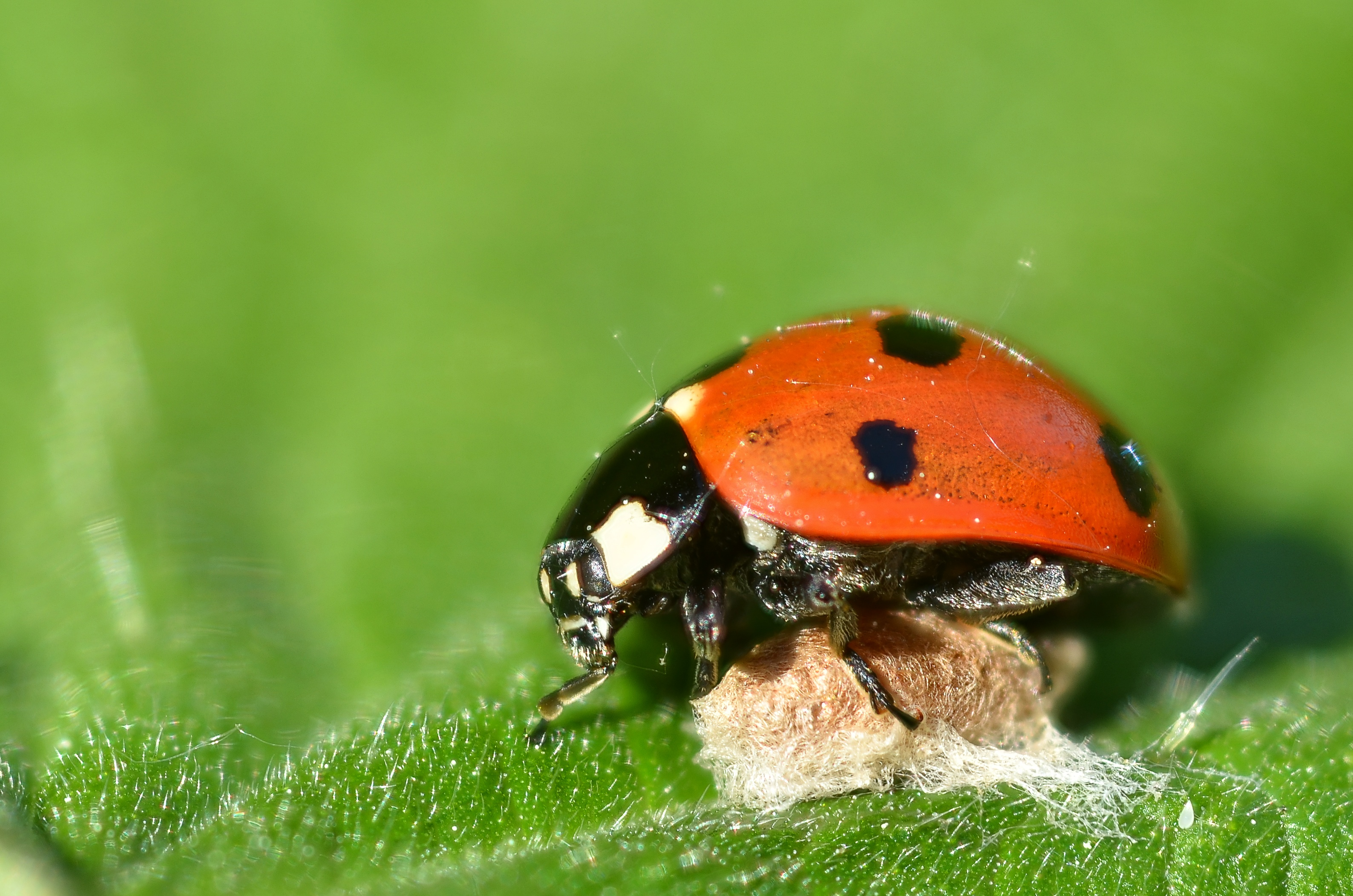
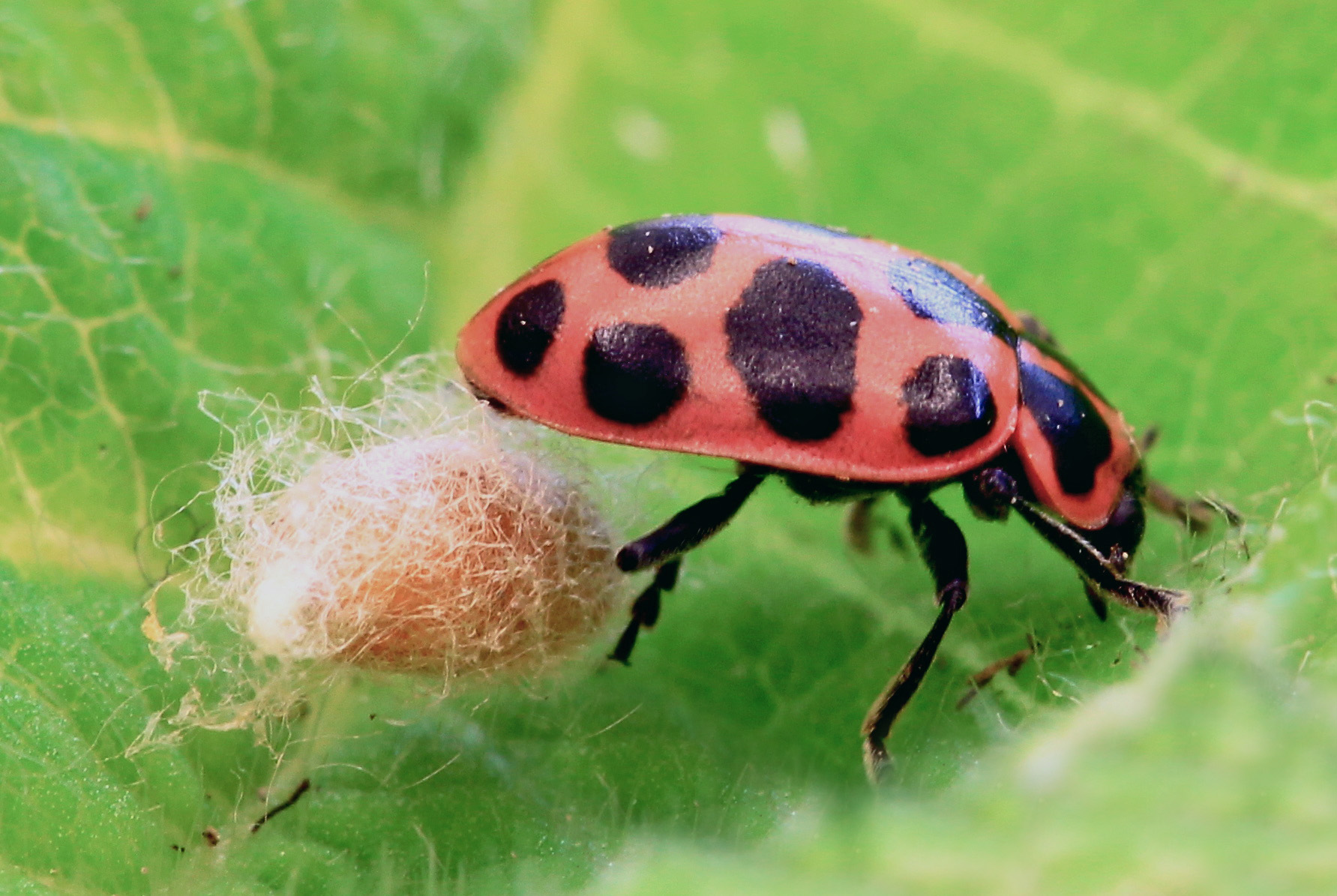